# Svartistunnel
Der Svartistunnel ist ein einröhriger Straßentunnel zwischen Kilvik und Fykanvatnet in der Kommune Meløy in der norwegischen Provinz Nordland.
Der Tunnel im Verlauf des Fylkesvei 17 ist 7624 m lang und unterquert einen Arm des Svartisengletschers. Der Tunnel wurde mittels einer Tunnelbohrmaschine aufgefahren. Wegen des geringen Querschnittes ist die Fahrbahn sehr schmal und hat daher keine Mittelmarkierung. Dies macht den Tunnel für den Schwerverkehr schwierig befahrbar.
Fußgänger und Radfahrer dürfen den Svartistunnelen wegen zu hoher Abgasbelastung nicht passieren. Eine alternative Route ist die Fähre zwischen Vassdalsvik und Ørnes, die bis vor der Eröffnung des Tunnels Teil des Fylkesvei 17 war.
Im Tunnel besteht laut einer Studie von SINTEF erhöhte Gefahr von beschlagenen Fahrzeugscheiben durch Kondenswasser.